# Surbtaler Jiddisch
Surbtaler Jiddisch war ein westjiddischer Dialekt, der vom 17. bis ins 20. Jahrhundert von den jüdischen Einwohnern der beiden Dörfer Endingen und Lengnau im aargauischen Surbtal (Schweiz) gesprochen wurde. Dokumentiert wurde er kurz vor seinem Erlöschen in erster Linie von Florence Guggenheim-Grünberg.
Die Sprecher und Sprecherinnen nannten ihre Mundart selbst nicht «Jiddisch», sondern Jidischdajtsch, also «Jüdischdeutsch».

## Die Sprache

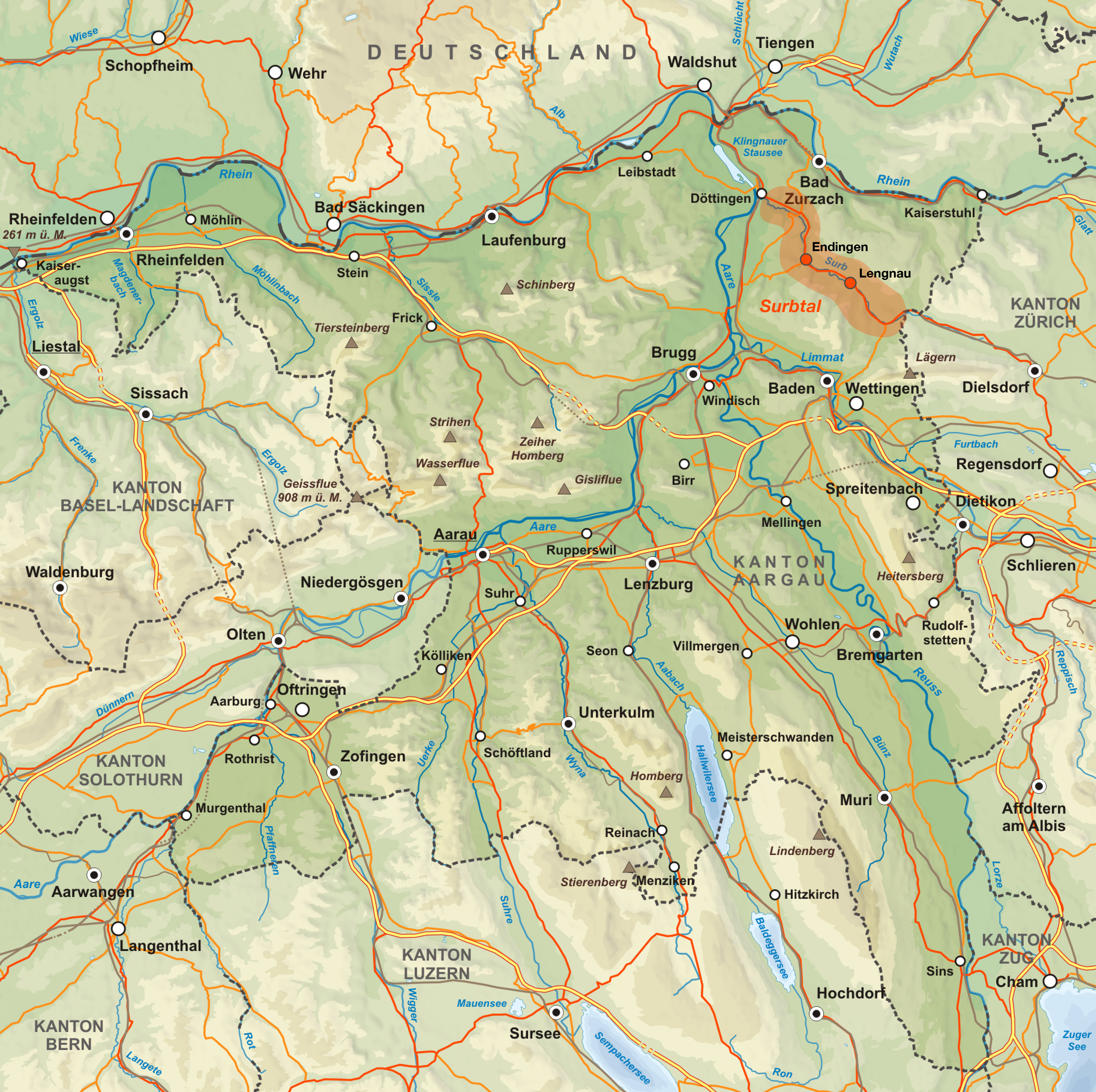
Die Lage von Endingen und Lengnau im Kanton Aargau

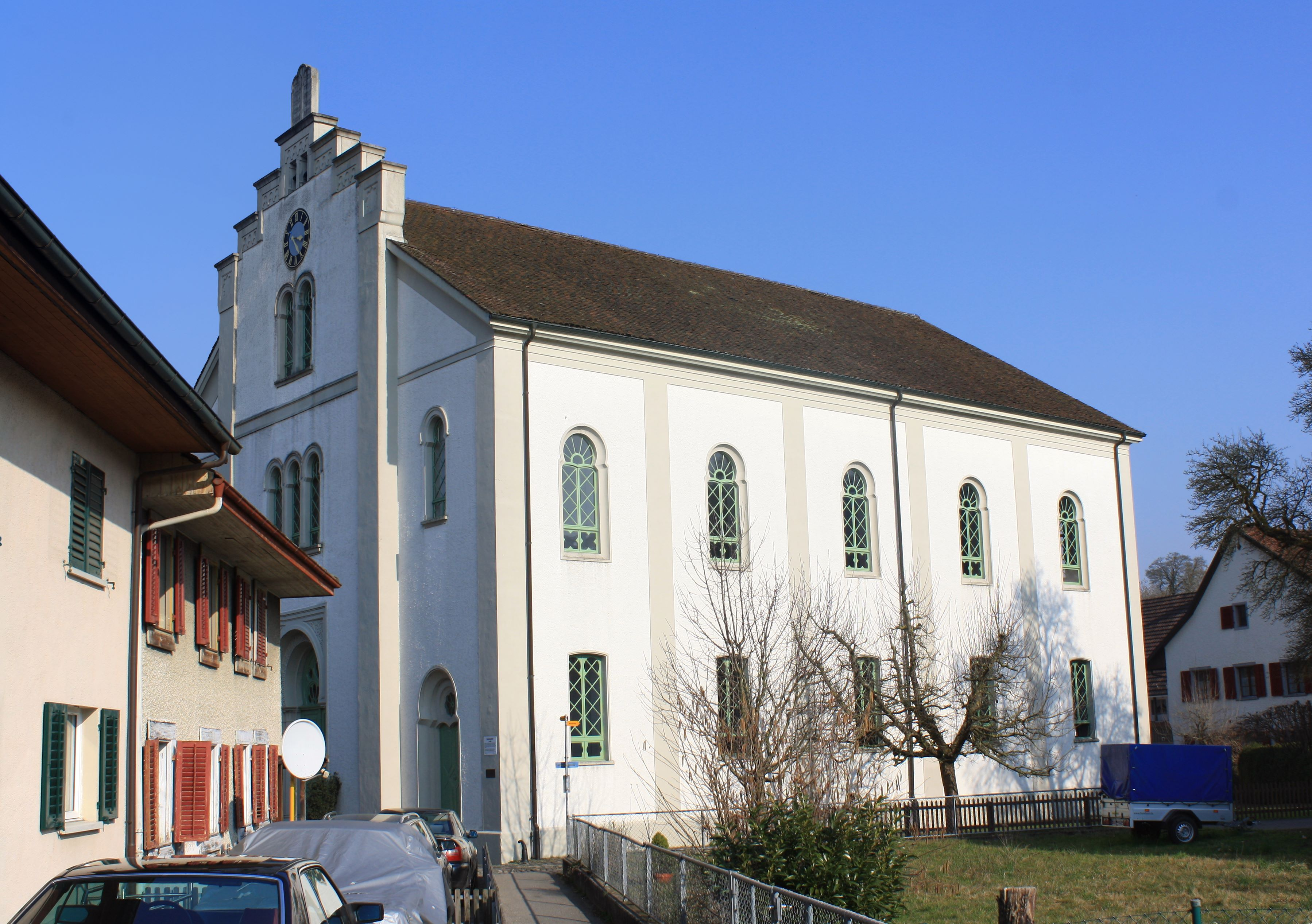
Synagoge von Endingen

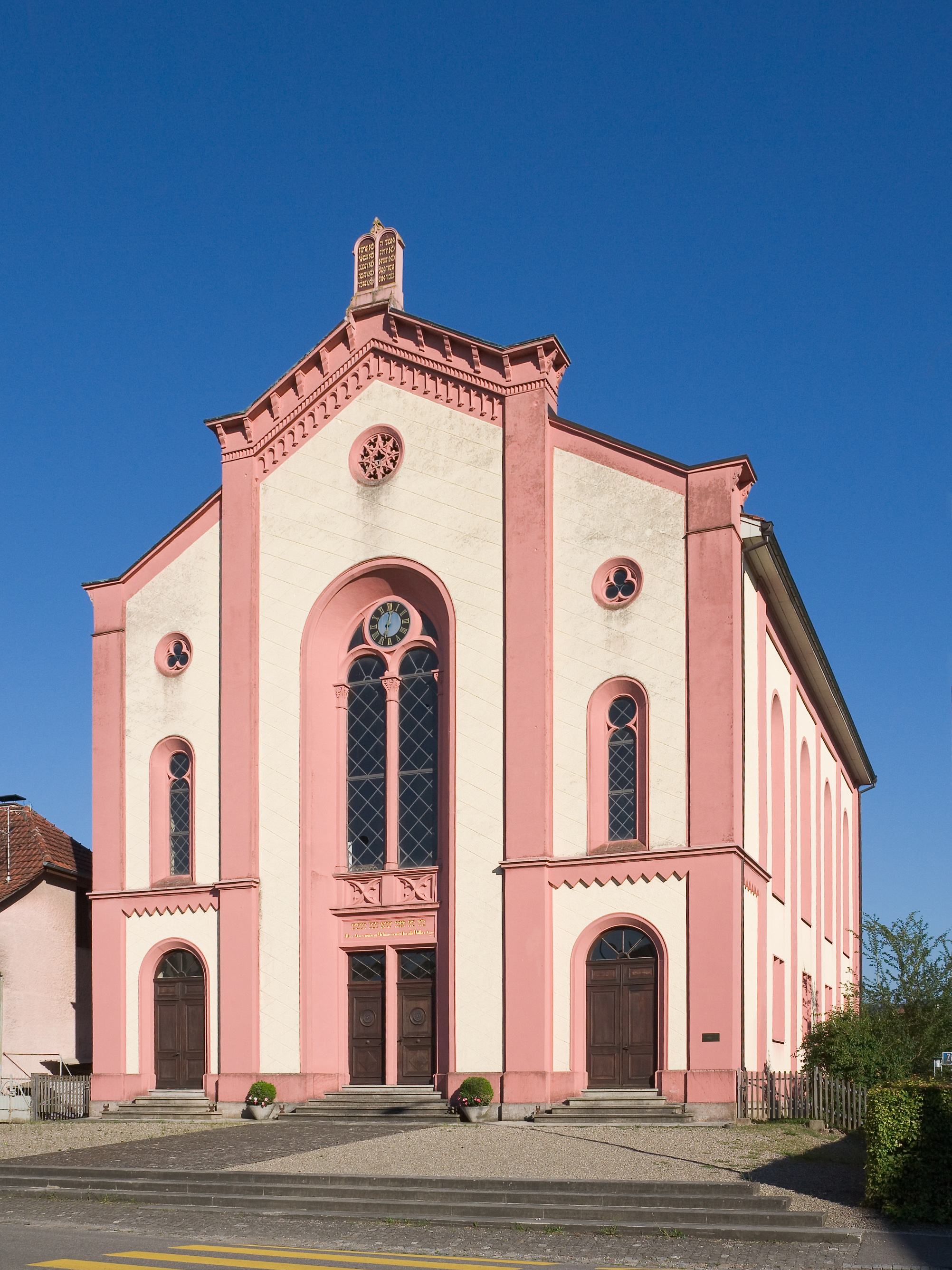
Synagoge von Lengnau

### Geographische und linguistische Einordnung
Endingen und Lengnau, die heute im Bezirk Zurzach liegen, gehörten in der Frühneuzeit zur Grafschaft Baden, einer gemeinen Herrschaft der Alten Eidgenossenschaft. In der Nähe befindet sich Zurzach, das einst ein wichtiger Marktort war (Zurzacher Messe).
Das Jiddische der Surbtaler ähnelt den deutschen Dialekten, die zwischen Frankfurt und Karlsruhe gesprochen werden, und hat damit eine südfränkisch-rheinfränkische Basis. Es zeigt weitgehende Übereinstimmung mit dem Jiddischen Südbadens und des Elsasses, das ebenfalls noch bis ins 20. Jahrhundert existierte, hebt sich aber deutlich vom Hochalemannisch der koterritorial lebenden christlichen Bevölkerung ab (siehe die untenstehende Gegenüberstellung).

### Varianten: «Jidischdajtsch» und «looschen ekoudesch»
Das Surbtaler Jiddisch gab es in zwei Varianten, als Jiddischdajtsch, die Alltagssprache, und als looschen ekoudesch, die Geheimsprache der Pferdehändler. Looschen ekoudesch, wörtlich ‹Sprache des Heiligen›, ist aber zugleich auch die Bezeichnung des sakralen aschkenasischen Hebräisch. Der Unterschied zwischen der Alltagssprache und der Pferdehändlersprache lag im Anteil des Wortschatzes, der aus dem Hebräischen und Aramäischen stammte: In der Alltagssprache betrug dieser Anteil etwa 2 Prozent bei Frauen bis 8 Prozent bei Männern, und er betraf zu rund 70 Prozent Substantive. In der Pferdehändlersprache waren hingegen über 30 Prozent der Wörter hebräisch-aramäischer Abstammung, und es betraf zu 55 Prozent Substantive und zu 45 Prozent Verben, Adjektive, Zahlwörter und weitere Wortarten.

### Vollmundart, Erlöschen und Nachleben
Um 1900 war das Surbtaler Jiddisch noch eine Vollmundart, das heisst, nicht wie anderswo eine deutsche Mundart mit jiddischen Resten. Westjiddische Vollmundarten gab es zu dieser Zeit ausser im Surbtal fast nur noch im Elsass und im westlichen Ungarn, ansonsten hatten sich sie sich weitgehend oder vollständig an die koterritorialen Dialekte und an das Standarddeutsche assimiliert. Guggenheim-Grünberg sah den Grund für die gute Erhaltung im deutlich verschiedenen Lautsystem des südwestmitteldeutsch basierten Surbtaler Jiddisch und des hochalemannischen Schweizerdeutsch des Kantons Aargau.
Ab dem späten 19. Jahrhundert wurde das Surbtaler Jiddisch nicht mehr an die Kinder weitergegeben. Dies hatte zwei Gründe: Zum einen erhielten die Juden 1866 die Niederlassungsfreiheit, worauf die Surbtaler Juden innert weniger Generationen das ländliche Surbtal mit seinen wenigen Verdienstmöglichkeiten verliessen und insbesondere in die Stadt Zürich zogen, wo sie ihre Sprache zugunsten derjenigen der nichtjüdischen Umgebung aufgaben. Zum andern gab es innerhalb der jüdischen Gemeinden zunehmend Stimmen, die dem Jiddischen gegenüber eine negative Einstellung hatten. So drängte schon um 1850 der Endinger Rabbiner Leopold Wyler darauf, zur Landessprache überzugehen – damals freilich noch erfolglos. Vonseiten der staatlichen Behörden gab es keine eigentlichen Druckversuche. 1824 forderte der Aargauer Regierungsrat zwar die jüdischen Gemeinden im Surbtal auf, die Gemeindeprotokolle in deutscher Sprache und Schrift zu führen, was allerdings wohl in der für Nichtjuden unlesbaren hebräischen Schrift begründet lag, und 1862 meinte Augustin Keller, ein Befürworter der Judenemanzipation, es wäre an der Zeit, dass die Juden «ihr absonderliches Idiom» aufgäben, da er es als überholt empfand.
Für die Dokumentation des Surbtaler Jiddisch, die zwischen 1934 und den frühen 1980er-Jahren erstellt wurde (siehe unten), zog man also schon Gewährsleute bei, welche die Sprache nicht mehr im Alltag sprachen. Es dürften auch nicht mehr alle Jiddisch als Muttersprache gekannt haben (Primärsprecher), sondern einige werden sie nur noch über ihre Grosseltern und andere alte Leute gelernt haben (Sekundärsprecher). Bis in die Gegenwart hat sich die Sprache nur noch resthaft in Formeln erhalten. So sagen sich Juden in Zürich noch heute etwa gut schabes ‘schönen Sabbat’ und gut jontef ‘schönen Feiertag’; die Antwort auf den Sabbatgruss, gut woch un gut jaar, ist deutsch beeinflusst (woch statt wuch und jaar statt jòòr).
Kenntnisse des Surbtaler Jiddisch hatten auch die Christen, die in Endingen und Lengnau lebten. Noch um 1980 publizierte eine Aargauer Zeitung eine Liste jiddischer Wörter, die im Munde von Surbtaler Christen weiterlebten. Nichtjüdische Aargauer sprachen im 20. Jahrhundert auch im Militärdienst manchmal «Jiddisch» – genauer gesagt ein Gemisch aus Jiddisch und Schweizerdeutsch –, wenn sie von ihren Kameraden nicht verstanden werden wollten.

## Aussersprachlicher geschichtlicher Abriss
Nachdem die jüdische Bevölkerung das Gebiet der Eidgenossenschaft im Spätmittelalter hatte verlassen müssen, kehrte sie ab dem späten 16. Jahrhundert nach und nach wieder zurück. Im heute aargauischen Lengnau, das damals in einer gemeinen Herrschaft der eidgenössischen Orte lag, ist erstmals 1622 von einem Juden die Rede. Im Surbtal wurden auch die ersten neuzeitlichen Synagogen errichtet: 1750 diejenige von Lengnau und 1764 diejenige von Endingen; die heutigen stattlichen Gotteshäuser stammen von 1848 beziehungsweise 1852. 1776 beschloss die eidgenössische Tagsatzung, dass Juden auf ihrem Territorium ausschliesslich in diesen beiden Dörfern leben durften. 1702 wurden 36 jüdische Haushaltungen gezählt, und 1774 war von 108 Familien in Endingen und Lengnau die Rede.
Die Helvetik (1798–1803) brachte, anders als den christlichen Schweizern, wenige neue Rechte. Im Zwetschgenkrieg 1802 behauptete die nichtjüdische Bevölkerung des Zurzachbiets dennoch, die Juden seien «Profiteure» der neuen Zeit, und plünderten deren Häuser. 1862 wurde im Kanton Zürich (nicht im Kanton Aargau) aber die Niederlassungsfreiheit auch für die Juden eingeführt – und noch im gleichen Jahr gründeten Surbtaler in der Stadt Zürich die Israelitische Cultusgemeinde Zürich. 1866 wurde die Niederlassungsfreiheit über eine Änderung der Bundesverfassung von 1848 in der ganzen Schweiz eingeführt. Die neue Freiheit führte dazu, dass die Juden aus dem Surbtal abwanderten, zum Teil ins benachbarte Städtchen Baden, hauptsächlich aber nach Zürich:
| Jahr | jüdische Einwohner in Endingen (Anteil an der Gesamtbevölkerung) | jüdische Einwohner in Lengnau (Anteil an der Gesamtbevölkerung) |
| ---- | ---------------------------------------------------------------- | --------------------------------------------------------------- |
| 1850 | 990 (= 51 %)                                                     | 525 (= 30 %)                                                    |
| 1880 | 455 (= 31 %)                                                     | 206 (= 15 %)                                                    |
| 1920 | 80 (= 8 %)                                                       | 73 (= 6 %)                                                      |
| 1950 | 15 (= 1 %)                                                       | 8 (= 0 %)                                                       |

## Sprachstruktur
Vorbemerkung: In den wissenschaftlichen Publikationen werden verschiedene Verschriftungen des mündlichen Surbtaler Westjiddisch verwendet. Teils findet das phonetisch ausgerichtete Internationale Phonetische Alphabet (IPA) Anwendung, teils die für die Schreibung des Schweizerdeutschen eingebürgerte phonologisch ausgerichtete Dieth-Schreibung (Schwyzertütschi Dialäktschrift), wobei Letztere in den verschiedenen Publikationen in unterschiedlicher Genauigkeit und auch mit phonetischen Schreibweisen kombiniert vorkommt. In diesem Artikel wird die Dieth-Schreibung angewandt, ergänzt um einige Sonderzeichen. Demnach wird Länge von Konsonanten und Vokalen durch Doppelschreibung, Kürze durch Einfachschreibung ausgedrückt; e steht in betonten Silben für [e], in unbetonten für [ə], è und ò für [ɛ] und [ɔ], ä (im Schweizerdeutschen) für das überoffene [æ], ṣ für stimmhaftes /s/ ([z]) und eine einem Vokal übergesetzte Tilde für dessen Nasalierung. Eine (auch in der Sekundärliteratur zum Surbtaler Jiddisch teilweise angewandte) Abweichung von Dieth ist die Schreibung der Diphthonge [ɛɪ] und [aɪ] als ej und aj, um die vokalische Qualität zu verdeutlichen.

### Lautung
Der Direktvergleich zwischen dem hochalemannischen Dialekt des Surbtals und dem Surbtaler Jiddischen zeigt deutlich deren Unterschiedlichkeit.
| mhd.   | Surbtalerdeutsch                                   | Surbtalerjiddisch                                        | Standarddeutsch                     |
| ------ | -------------------------------------------------- | -------------------------------------------------------- | ----------------------------------- |
| a      | [ɑ] Chatz, fale, Mage, Nacht                       | [a aː] khaz, fale, maage [aː] vor cht: naacht            | Katze, fallen, Magen, Nacht         |
| e      | [e] Bett, fescht; [æ] vor Nasal: äng, tänke        | [e] Bett, fescht, eng, dengge                            | Bett, fest, eng, denken             |
| ä      | [æ æː] Chälbli, Wäschpi, Wäägeli                   | [e eː] khelble, weschpe, weegele                         | Kälblein, Wespe, Wägelchen          |
| ë      | [æ æː] ässe, Wääg; [ɛː] vor r: schtèèrbe           | [e eː] esse, weeg; [ɛ] vor r: schtèrbe                   | essen, Weg, sterben                 |
| i      | [ɪ ɪː] sìnd, wìder, Bìre, Gschììr                  | [ɪ] sin, wider; [ɛː] vor r: bèère, gschèèr               | sind, wieder, Birnen, Geschirr      |
| o      | [o] folge, hoble, Ross                             | [o] folge, hoble, ross                                   | folgen, hobeln, Ross                |
| ö      | [ø øː] chöne, Rössli, Döörffer                     | [e] khene, ressle; [ɛ] vor r: dèrfer                     | können, Rösslein, Dörfer            |
| u      | [ʊ] Hund, Hunger, Brugg, Wurscht                   | [ʊ] hund, Hunger, Brugg; [ɔ] vor r: wòrscht              | Hund, Hunger, Brücke, Wurst         |
| ü      | [ʏ ʊ ʏː] Chüngel, Schlüssel, Schtuck, tǜǜr         | [ɪ] khingl, schlissl, schtigg; [ɛ] vor r: dèrr           | [Kaninchen], Schlüssel, Stück, dürr |
| ā      | [ɔː] Òòbig, fròòge, Jòòr, nòòch                    | [ɔʊ] Oubed, frouge; [ɔː] vor ch, r: nòòch, Jòòr          | Abend, fragen, nah, Jahr            |
| ǟ      | [ɛː] Chèès, mèè(j)e, lèèr                          | [eː] Khees, meee; vor r: lèèr                            | Käse, mähen, leer                   |
| ē      | [eː] mee, Schnee, Leerer                           | [ɛɪ] mej, schnej; [ɛː] vor r: lèèrer                     | mehr, Schnee, Lehrer                |
| ō      | [oː] Boone, Brood, Chroone                         | [ɔʊ] boune, broud, groun                                 | Bohnen, Brot, Krone                 |
| ȫ      | [øː] böös, schöön, ghööre                          | [ɛɪ] bejs, schẽj̃; [ɛː] vor r: hèère                      | böse, schön, hören                  |
| ī      | [iː] Iis, schriibe; [eɪ] im Hiat/Auslaut: Blei     | [aɪ] ajs, schrajbe, blaj                                 | Eis, schreiben, Blei                |
| ū      | [uː] Huus, Muus, Buuch; [oʊ] im Hiat/Ausluut: boue | [ɔʊ aʊ] hous, mous, *boue (auch -au-); [ɔː] vor r: bòòch | Haus, Maus, bauen, Bauch            |
| ṻ      | [yː] Müüs, hüür; [øɪ] im Hiat/Auslaut: nöi         | [aɪ] majs, hajer, naj                                    | Mäuse, heuer, neu                   |
| ei     | [æɪ] Bäi, Gäiss, Säil                              | [aː] bãã, gaas, saal                                     | Bein, Geiss, Seil                   |
| ou     | [æʊ] Aug, chauffe, glaube                          | [aː] aag, khaafe, glaabe                                 | Auge, kaufen, glauben               |
| ie     | [iə] nie, Schtiere, Rieme                          | [iː] nii, schtiire, riime                                | nie, Stiere, Riemen                 |
| uo     | [uə] Fuess, Schue, Schtuel                         | [uː] fuuss, schuu, schtuul                               | Fuss, Schuh, Stuhl                  |
| üe     | [yə] Chüe, Hüener, grüen                           | [iː] khii, hiiner, grĩĩ                                  | Kühe, Hühner, grün                  |
| chs    | [χs] Flachs, sächs, wichse                         | [ks] flaggs, seggs, wiggse                               | Flachs, sechs, wichsen [ks]         |
| k-     | [χ] Chind, Chopf, Chroone                          | [kʰ ɡ] khind, khopf, groun                               | Kind, Kopf, Krone                   |
| -ck(-) | [kχ] trucke, trinke, Schpäck                       | [kː] drugge, dringge, spegg/spekh                        | drücken, trinken, Speck             |
| t-     | [t] Taag, Tanne, Turm                              | [d] daag, dane, durm                                     | Tag, Tanne, Turm                    |

Vokale, die erst sekundär gedehnt worden sind, verhalten sich wie alte Längen. Es heisst somit lejge ‘legen’, zejle ‘zählen’, houle ‘holen’, woune ‘wohnen’, gewejnlich ‘gewöhnlich’. Im Surbtalerdeutschen sind in diesen Fällen die alten Kürzen erhalten geblieben, und wo (in anderen Fällen) Dehnung stattfand, führte sie nicht zum Zusammenfall mit den alten Langvokalen.
Weitere Charakteristika:
- Das Surbtaler Jiddisch kennt wie Standarddeutsch einen weicheren ich-Laut, der allerdings fast wie sch klingt (und von Laien auch so verschriftlicht wurde) und damit ein Alveopalatal ist, und einen härteren ach-Laut (Velar); die hochalemannischen Mundarten des Aargaus kennen den velaren ch-Laut hingegen in allen Positionen.
- Das Surbtaler Jiddisch kennt nasalierte Laute, die hochalemannischen Mundarten des Aargaus nicht.
- Im Surbtaler Jiddisch ist r ein uvulares Zäpfchen-r, in den hochalemannischen Mundarten des Aargaus ein alveolares Zungenspitzen-r.
- Im Surbtaler Jiddisch unterscheidet man zwischen einem stimmhaften s (zum Beispiel in haaṣe ‘Hase’) und einem stimmlosen (zum Beispiel i singe ‘singen’, hous ‘Haus’[16]), die hochalemannischen Mundarten des Aargaus allein ein stimmloses s.

Diejenigen jiddischen Wörter, die aus dem Hebräisch-Aramäischen stammen, unterliegen den gleichen Lautgesetzen wie diejenigen, die auf das Mittelhochdeutsche zurückgehen. Auch deren Vokale wurden vor einem ach-Laut und vor r gesenkt (almoone ‘Witwe’, aber mischpòòche ‘Familie’). Ebenso sind auch deren ursprünglichen Langvokale diphthongiert worden (behejme ‘Grossvieh’, oulem ‘Welt’) – ausser sie stehen vor einem ch- oder r (nefèère ‘Sünde’, mòòchel sãj̃ ‘verzeihen’). Die im Gottesdienst benutzte Sakralsprache unterlag diesen Lautgesetzen aber nicht: Das Wort für die Tora etwa lautete in der jiddischen Alltagssprache tòòre, wurde in der hebräische Sakralsprache aber diphthongisch touro ausgesprochen. Zu berücksichtigen ist, dass bei den hebräisch-aramäischen Wörtern grundsätzlich von der aschkenasischer Lautung auszugehen ist, nicht von der sephardischen (das Hebräisch, das man heute in Israel spricht, und dasjenige, dass die christlichen Theologen brauchen, hat mehr oder weniger die sephardische Aussprache zur Grundlage).

### Wortschatz
Der Wortschatz unterscheidet sich teilweise von demjenigen des hochalemannischen Aargaus. Wie das Ostjiddische kennt auch das Westjiddische des Surbtals neben dem weit überwiegenden deutschstämmigen Anteil auch sehr viele Wörter, die aus dem Hebräischen und Aramäischen sowie eine kleine Zahl Wörter, die aus romanischen Sprachen stammen.

#### Deutschstämmiger Wortschatz
Die folgenden Wörter sind typische Abweichungen im deutschstämmigen Wortschatz des Surbtaler Jiddisch von demjenigen des koterritorialen schweizerdeutschen Dialekts:
- Verwandtschaft: ette ‘Vater’ (verwandt mit schweizerdeutsch Ätti), memme ‘Mutter’, hèèdle oder hèrrle ‘Grossvater (von Vaters Seite; wörtlich ein kosendes «Herrlein»)’. Unklar ist die Herkunft von baa ‘Grossmutter, alte Frau’; im Unterschied zu andern westjiddischen Dialekten ist im Surbtaler Jiddisch das Wort fraale ‘Grossmutter (wörtlich kosend für «Fraulein»)’ nicht mehr überliefert. Das Surbtaler Jiddisch und das Ostjiddische unterscheiden sich somit bei den Bezeichnungen der nahen Verwandten darin, dass in Letzterem hier slawischstämmige Wörter die deutschstämmigen abgelöst haben.
- Weitere bemerkenswerte Wörter: gascht ‘armer Durchreisender, Bedürftiger’ (und nicht ‘Gast’), geschtin, geschten ‘Bedürftige’, frajnd ‘verwandt’ (und nicht ‘Freund’), geniit ‘erfahren, geübt’ (im Schweizerdeutschen noch im 15. und 16. Jahrhundert als geniet bekannt[18]), goller oder gejgger ‘Hahn’, auch ‘Geck’ (im älteren Schweizerdeutsch war der Goll, Gool oder Gööl ein Possentreiber oder Narr und der Goller ein Rotkehlchen[19]), minich ‘weder milchig noch fleischig, kann gemäss den jüdischen Speisegesetzen also zu beidem gegessen werden’ (vergleiche alemannisch Münch ‘Mönch; verschnittenes Tier’[20]). Auch andere surbtalerjiddische Wörter wirken auf einen Alemannischsprachigen fremd, stimmen aber mit den deutschen Mundarten aus anderen Regionen überein, etwa aje ‘hinein’, enãj̃ ‘hinein’, erous ‘heraus’, dejtsch ‘Rückstand beim Butteraussieden’, grẽj̃ ‘Meerrettich, Kren’, horche ‘horchen, zuhören’, jing ‘Bursche, Sohn’, was is der mèèr? ‘was ist los?’, schmèèchle ‘lächeln, auf den Stockzähnen lachen’, zwòrich ‘Quark’. Mit jüdischem Brauchtum verbunden sind Wörter wie abhooling ‘Abholung einer Wöchnerin durch die Frauen beim ersten Ausgang in die Synagoge’, ãj̃worf ‘Hochzeitsgeschenk (wörtlich: Einwurf)’, zu gutem ‘Wendung, um die Vorsehung nicht heraufzubeschwören’. Der übliche Gruss zwischen Frauen war godelkhum, wörtlich ‘Gott willkommen’.

#### Hebräisch- und aramäischstämmiger Wortschatz
Typische hebräisch- und aramäischstämmige Wörter sind:
- Religion, Kultus, jüdisches Recht und Familie: almen ‘Witwer’, almoone ‘Witwe’, balboos ‘Hausherr, balbooste ‘Hausherrin’, bròòche ‘Segen’, chasene ‘Heirat’, choosen ‘Bräutigam, emuune ‘Glaube’, jontef, juntef ‘Feiertag’, khaal ‘jüdische Gemeinde’, khale ‘Braut’, khejferoofes ‘Friedhof’ (wörtlich ‘Grab der Väter’), lefaje ‘Beerdigung’, mazejwe ‘Grabstein’, minig ‘Brauch’, mischpòòche ‘Familie’, mischpet ‘Prozess, Urteil’, nedinje, nedunje ‘Mitgift’, nedoowe ‘Gabe, Spende’, nefèère ‘Sünde’, pasgene ‘religiöse Fragen entscheiden’, rachmoones ‘Mitleid’, schabes ‘Samstag, Sabbat’, schadchen ‘Ehevermittler’, schèchte ‘rituell schlachten’, schidich ‘vermittelte Ehe’, zdoogge ‘Almosen’. Dazu gehören auch Wörter, die mit dem jüdischen Mondkalender zusammenhangen: choudesch ‘Monat’, lefoone ‘Mond’, roschchoudesch ‘Neumond’. Der übliche Gruss zwischen Männern war schumlèèchem ‘Friede mit dir’.
- Abstrakta: chochme ‘Weisheit’, dales ‘Armut’, emes ‘Wahrheit, wirklich’, gewuure ‘Kraft’, gòòrel ‘Schicksal, Los’, hanooe ‘Vergnügen’, khaas ‘Wut’, khoofed ‘Ehre’, maṣel ‘Glück’, mòòre ‘Angst’, naaches ‘Zufriedenheit’, rouges  ‘Wut, Eger’, khòòch ‘Kraft’, schoolem, schuulem ‘Frieden’, sèèchel ‘Verstand’, sgoone ‘Gefahr’, simche ‘Freude’, sof ‘Ende’, taam ‘Geschmack’, zòòres ‘Sorge’.
- Berufswortschatz: behejme ‘Grossvieh’, injen ‘Handel’, khoune ‘Käufer’, melòòche ‘Arbeit’, sòòcher ‘Händler, Kaufmann’, zchòòre ‘Ware’. In der Geheimsprache der Pferdehändler konnten alle wichtigen Wörter hebräisch- beziehungsweise aramäischstämmig sein: di susem hen ooser nid abmegajnt – di tofi schugged harbe, un di glaufim sin ooser z verkhinjene ‘Die Pferde haben wirklich nicht abgeschlagen. Die guten kosten zu viel und die Gäule sind wirklich nicht zu verkaufen’.
- Unspezifischer Wortschatz: chafer ‘Genosse, Freund’, choolem ‘Traum’, chooleme ‘träumen’, diire ‘Wohnung’, ganef ‘Dieb, Schelm’, mòòchel sãj̃ ‘verzeihen’, oulem ‘Welt, Öffentlichkeit’, pfue ‘Getreide’, poonem/puunem ‘Gesicht’, matoone ‘Geschenk, Schmuck’, milchoome ‘Krieg’, schee ‘Stunde’, schigger ‘betrunken’, schoute ‘Narr’, schtuss ‘Dummheit(en)’, sod ‘Geheimnis’, soone ‘Feind’.
- «Christliche» Wörter werden an die jüdische Kultur angeglichen; so wurde bei tames-trajbelich ‘Johannisbeeren (Plural)’ der namengebende Johannes der Täufer des deutschen Wortes durch den jüdischen Monatsnamen Tammus ‘Juni/Juli’ ersetzt.

#### Romanischstämmiger Wortschatz
Der romanischstämmige Anteil des jiddischen Wortschatzes gilt als sehr alt. Allerdings sind die altromanische(n) Herkunftssprache(n) und der genaue Entlehnungsweg oft unklar. Im Surbtaler Westjiddisch scheint sich er sich etwas besser erhalten zu haben als im Ostjiddischen, das nicht mehr alle der folgenden Wörter kennt:
- baife, baafe ‘trinken’ (vgl. französisch boire, lateinisch bibere), bensche ‘segnen’ (vgl. lateinisch benedicere), bilzel ‘Magd’ (vgl. französisch pucelle, italienisch pulcella), braje ‘bitten, einladen’ (vgl. französisch prier), frimselich ‘Fadennudeln’ (vgl. französisch vermicelle, italienisch vermicelli), lajene ‘lesen, besonders aus der Tora vorlesen’ (vgl. französisch lire), nittelnaacht ‘Heiligabend, Weihnacht’ (vgl. lateinisch natalis), òòre ‘beten’ (vgl. lateinisch orare), planchene ‘weinen’ (vgl. französisch pleindre), sárgenes ‘Totengewand’ (vgl. mittellateinisch sarg[i]a, sar[i]ca ‘feines Wolltuch’), schaalet ‘am Vortag angekochtes Speise, die über Nacht weiterköchelt, sodass man am Sabbat etwas Warmes zu essen hat’ (vgl. französisch chaud, italienisch caldo). Manchmal wird auch das etymologisch freilich ganz unklare Wort di schpinholz ‘Einladung am Sabbat vor der Hochzeit’ als möglicher Romanismus gedeutet.

### Formen

#### Deklination
Die Pluralbildung der deutschstämmigen Wörter des Surbtaler Jiddisch entspricht grundsätzlich derjenigen der südwestdeutschen Mundarten.
- daag ‘Tag’, Plural deeg ‘Tage’; zajt ‘Zeit’, Plural zajte ‘Zeiten’; khuu ‘Kuh’, Plural khii ‘Kühe’; wajb ‘Weib, verheiratete Frau’, Plural wajber ‘Weiber’.[17] Typologisch entsprechen diese Mehrzahlbildungen weitgehend denjenigen des Ostjiddischen.
- Vereinzelt kommen aber auch hebräischstämmige Endungen vor, die an deutschstämmige Wörter angehängt werden: naar ‘Narr’, Plural neroonem ‘Narren’; jung ‘Bursche, Sohn’, Plural junges ‘Burschen, Söhne’; lifedaaler ‘Fünffrankenstück’ – lifedaaler(s) ‘Fünffrankenstücke’ (Pl.); dine ‘flacher Kuchen aus Brotteig mit Kraut-, Spinat-, Kartoffelbelag’, Plural dines ‘Wähen’; khuuche ‘Kuchen’, Plural khuuches ‘Kuchen’; mère ‘Märe, Stute’, Plural mères ‘Mären, Stuten’.[17] Auch das kommt im Ostjiddischen vor, bezüglich -s noch deutlich häufiger als im Westjiddischen.
- Typisch für das Surbtaler West- wie auch für das Ostjiddische ist, dass Diminutive im Plural auf -ch ausgehen. Im Alemannischen ist diese Endung nicht bekannt, sie kommt aber in andern deutschen Mundarten da und dort noch vor.[22] Beispiele: bòòcherle ‘Bub, Schüler’, brejtle ‘Brötchen’, fille ‘Fohlen’, gutele ‘Guetsli, Keks’, jingle ‘Bub, Bursche’, khelble ‘Kälblein’, maadle ‘Mädchen, Plural bòòcherlich, brejtlich, fillich, gutelich, jinglich, khelblich, maadlich.

Die hebräisch- und aramäischstämmigen Wörter haben Mehrzahlbildungen, wie sie auch im Hebräischen und Aramäischen vorkommen.
- Männliche Wörter gehen häufig auf -em (hebrèèisch -im) aus; dass zumeist auch der Vokal wechselt, liegt im Umsprung der Betonung von der ersten auf die (ursprünglich) mittlere Silbe begründet: chaṣer ‘Sau, Schwein’, schejgez ‘nichtjüdischer Bub, Bursche’, schochen ‘Nachbar’, talmed ‘Schüler’, Plural chaṣèèrem, schgouzem, schchejnem, talmiidem. Ein Beispiel für ein weibliches Wort ist kejle ‘Gerät’, Plural kejlem.
- Die Pluralendung -(e)s (aschkenasisch -aus, Iwrit -ot) kommt bei männlichen Wörtern auch vor, etwa choolem ‘Traum’, chof ‘Schuld’, dòòr ‘Geschlecht, Generation’, Plural chaloumes, choufes, doures. Sie ist aber besonders typisch für die vielen weiblichen Wörter auf -e wie behejme ‘Vieh, Rind’, mediine ‘Gegend’, mizfe ‘Gebot, gute Tag, Aufruf zur Toralesung’, Plural behejmes, mediines, mizfes.
- Dann und wann findet sich auch eine deutschstämmige Pluralbildung: Bei jontef ‘Feiertag’ stehen die Plurale jomtoufem (hebräisch) und jontefer (deutsch) nebeneinander, bei jeeled ‘Kind’ gibt es neben dem Plural jeloodem (hebräisch) auch den hebräisch-deutschen Doppelplural jeloodemer, und bei schee ‘Stunde’ und ‘Stunden’ ist der deutsch basierte Umlaut vom Plural in den Singular übernommen (vgl. den ostjiddischen Singular scho).

Der Genitiv ist in den überlieferten Texten nur schwach bezeugt.
- Am häufigsten tritt er in der Bezeichnung von Familien auf, etwa s Hèrzeles ‘die Familie des Hirsch’, s Moones ‘die Familie des Simon’, s Schuues ‘die Familie des Josua’; eine Bildung, wie sich auch die alemannische Mundart der Nachbarschaft kennt. Zugehörigheit drückt auch s Lejṣes Schmuul ‘Samuel, Sohn des Lejs’ aus. In einer festen Wendung kommt er in oolem weschoolems zajte ‘längst vergangene Zeiten’ vor.

Der surbtalerjiddische Artikel, das surbtalerjiddische Adjektiv, das surbtalerjiddische Substantiv und das surbtalerjiddische Pronomen haben im Dativ Plural keine eigene Form, sondern es gilt – übereinstimmend mit dem Ostjiddischen – ein mit dem Nominativ identischer Einheitsplural. Beispiele:
- surbtalerjiddisch ous di alti zajte gegenüber surbtalerdeutsch (und standarddeutsch) us den alte Zite ‘aus den alten Zeiten’, mit schwèèri bintel gegenüber surbtalerdeutsch mit schwèère Bündel ‘mit schweren Bündeln’ und e schloufliidle iri khinder singe gegenüber surbtalerdeutsch (und standarddeutsch) es Schlòòfliedli ire Chind(e) singe ‘ein Schlafliedlein ihren Kindern singen’.

#### Konjugation
Viele Verbformen unterscheiden sich von denjenigen des Schweizerdeutschen – und manchmal stehen die surbtalerjiddischen den ostjiddischen näher:
- surbtalerjiddisch gẽj̃, stẽj̃, khume, seje gegenüber surbtalerdeutsch gòò, stòò, choo, gsee ‘gehen, stehen, kommen, sagen’;
- surbtalerjiddisch sãj̃, is, sin, gewee (geweese); hõũ, hot, hen, ghet; wòre, wòrd, wòre(d), wòre[23] gegenüber surbtalerdeutsch sii, isch, sind, gsii; haa, hät, händ, ghaa; wèèrde, wììrd, wèèrded, wòòrde ‘sein, ist sind, gewesen; haben, hat, (sie) haben, gehabt; werden, wird, (sie) werden, geworden’;
- surbtalerjiddisch gekhaaft, geleebt, gemaant, gewunsche, geplougt, gedrungge, ããgezunde gegenüber surbtalerdeutsch gchaufft, gläbt, gmäint, gwünscht, plòòget, trunke, aazündt ‘gekauft, gelegt, gemeint, gewünscht, geplagt, getrunken, angezündet’.

Hebräisch- und aramäischstämmige Wörter werden zumeist wie deutschstämmige schwache Verben konjugiert:
- bejgere ‘verrecken’, gebejgert ‘verreckt’; jarschene ‘erben’, gejarschent ‘geerbt’; pasgene ‘religiöse Fragen entscheiden’, gepasgent ‘religiöse Fragen entschieden’.

Manchmal wird auch ein hebräisches Partizip Präsens mit dem deutschstämmigen Hilfsverb sãj̃ ‘sein’ verbunden, wie das auch aus dem Ostjiddischen bekannt ist:
- moochel sãj̃ ‘verzeihen’, mekhadisch sãj̃ ‘segnen’, sich mehane sãj̃ ‘sich freuen’.

Die mit sãj̃ zusammengesetzten Verben haben im Perfekt ursprünglich und heute noch im Ostjiddisch das Hilfsverb hõũ und nicht wie sonst sãj̃. In den Aufnahmen des Surbtaler Jiddisch kommt aber beides vor, die Sprecher waren offenbar nicht mehr sicher: mer hot di lefoone mekhadisch gewee ‘man hat den Mondsegen gebetet’, aber auch unseraaner is sich mehane gewee ‘unsereiner hat sich gar gefreut’.
Wie die deutschen Mundarten am Oberrhein zwischen Frankfurt und Basel kennt auch das Surbtaler Jiddisch einen Einheitsplural auf -e. Allerdings hört man auf den Aufnahmen von Guggenheim-Grünberg nicht selten auch den Einheitsplural auf -ed, wie ihn die alemannischen Mundarten des Surbtals und überhaupt der östlichen Hälfte der Deutschschweiz kennen. Es stehen deshalb im Surbtaler Jiddisch des 20. Jahrhunderts die beiden Typen mir/ir/si mache und mir/ir/si mached nebeneinander. Hier unterscheidet sich Surbtaler Jiddisch und Ostjiddisch, da Letzteres wie die deutsche Standardsprache den Zweiformenplural auf -n, -t, -n aufweist (im modernen zentralostjiddischen Dialekt der Chassidim kommt allerdings ebenfalls Einheitsplural auf -en vor).
Ein Präteritum gibt es wie in den süddeutschen Mundarten und im Ostjiddischen nicht, für die Vergangenheit dient das Perfekt: Endinge is zu majner zajt, also vòr achzig jòòr, nòch e ganz reschpeggdabli khile gewee ‘Endingen war zu meiner Zeit, also vor achtzig Jahren noch eine ganz respektable Gemeinde’. Formen des Konjunktivs II kommen bei einigen Verben vor, etwa hett ‘hätte’, wèèr ‘wäre’, deet ‘täte’, khemed ‘käme’, dèrfte ‘(sie) dürften, khent ‘könnte, meescht ‘(du) müsstest’. Umschrieben wird er mit ‘tun’: ich deet epes gee ‘ich würde etwas geben’.

### Satzbau
Im Surbtaler Jiddisch folgt nach einer Präposition der Dativ häufiger als im Schweizerdeutschen und im Standarddeutschen. Hier liegt eine weitere Gemeinsamkeit mit dem Ostjiddischen vor, wo der Dativ nach einer Präposition die Regel darstellt. Beispiele sind:
- surbtalerjiddisch im hous khume; uf der welt khume; e bòrde schtoud im ofe rãj̃gedõũ; eppes gemacht fòr de sigge; uf der zejle; fòr deene gegenüber schweizerdeutsch und standarddeutsch mit dem Akkusativ: i s Huus choo ‘in das Hauus kommen’; uf d Wält choo ‘auf die Welt kommen’; e Bùùrdi Schtuude (Chriis) in Ofen ie taa ‘eine Traglast Reisg in den Ofen hinein getan’; öppis gmacht für d Laubhütte ‘etwas gemacht für die Laubhütte’; uf di(ch) zele ‘auf dich zählen’; für die ‘für die’.

Den Relativsatz bildet man im Surbtaler Jiddisch wie im Schweizerdeutsche und überhaupt verbreitet süd(west)deutschen mit der Relativpartikel wu ‘wo’. In diesem Punkt unterscheidet es sich vom Ostjiddischen, wo als Relativpartikel wie in mancher ostmitteldeutschen und nordbairischen Mundart wos ‘was’ gebraucht wird.
- maj mòòre, wu an mir naagt ‘meine Angst, die an mir nagt’.

## Ortsnamen
Zahlreiche Ortschaften der engeren und weiteren Umgebung haben auch einen surbtalerjiddischen Namen. Einige Beispiele sind:
| Endingen: jiddisch Endinge ggü. schweizerdeutsch Ändige Lengnau: jiddisch Lengle, Lingle ggü. schweizerdeutsch Längnau (veraltet Längle) Döttingen: jiddisch Dettinge ggü. schweizerdeutsch Töttige Erlensbach: jiddisch Èèdelsbach ggü. schweizerdeutsch Äärlischpach Freienwil: jiddisch Frajewajl vs. schweizerdeutsch Freiewiil Kaiserstuhl: jiddisch Khaaṣerstuul ggü. schweizerdeutsch Chäiserstuel Klingnau: jiddisch Glingle ggü. schweizerdeutsch Chlingnau Laufenburg: jiddisch Laafebòrg ggü. schweizerdeutsch Lauffeburg Leibstadt: jiddisch Laabstadt, Laabstedt ggü. schweizerdeutsch Löibschlet Lenzburg: jiddisch Lenzbòrig, Linzbòrig ggü. schweizerdeutsch Länzbrg Neuenhof: jiddisch Najehoof ggü. schweizerdeutsch Nöiehoof | Rekingen: jiddisch Regginge ggü. schweizerdeutsch Räckinge Rheinfelden: jiddisch Rajfelde ggü. schweizerdeutsch Riifälde Schaffhausen: jiddisch Schafouṣe ggü. schweizerdeutsch Schaf(f)uuse Schneisingen: jiddisch Schnããṣinge ggü. Schnäisige Spreitenbach: jiddisch Spraatebach ggü. schweizerdeutsch Spräitebach Strassburg: jiddisch Strousbòrig ggü. schweizerdeutsch Stroossburg Tegerfelden: jiddisch Deegerfelde ggü. schweizerdeutsch Tägerfäld Würenlingen: jiddisch Wèrlinge ggü. schweizerdeutsch Wür(e)linge Würenlos: jiddisch Wèrelous ggü. schweizerdeutsch Würeloos Zürich: jiddisch Zèrich ggü. schweizerdeutsch Züri Zurzach: jiddisch Zòrzich ggü. schweizerdeutsch Zùùrzi |

## Historisches Surbtaler Jiddisch
Das geschriebene Surbtaler Jiddisch, das sich in Gemeindebüchern, Memorbüchern, Mohelbüchern und Privatdokumenten des 18. und 19. Jahrhunderts finden, ist erst ansatzweise ausgewertet worden. Guggenheim-Grünberg, die den ab 1750 geführten Pinkas der Lengnauer Familie Guggenheim untersuchte, stellte fest, dass der Übergang vom Westjiddischen zum Deutschen in geschriebenen Text schon in den 1830er- und 1840er-Jahren stattfand, also weit vor der Aufgabe des Jiddischen als gesprochene Sprache. Allerdings wurden die zunehmend deutschen Texten immer noch in hebräischer Schrift verfasst.

## Dokumentation
Das im 20. Jahrhundert gesprochene Jiddisch der Surbtaler Juden beziehungsweise von deren in die Städte ausgewanderten Nachkommen ist relativ gut dokumentiert und liegt in gedruckter Form und auf Tonträgern veröffentlicht vor. Da es sich bei den Texten in erster Linie um Erzählungen handelt, ist das Korpus allerdings einseitig, und infolge des Aussterbens der Sprache kann es nicht mehr vermehrt werden. Die schriftlichen Quellen des 18. und 19. Jahrhunderts sind hingegen bis heute nicht ediert worden.
Erstmals wurde das schweizerische Jiddisch 1934 von Otto Gröger auf eine Gelatinefolie aufgezeichnet. Gröger, der leitender Redaktor am Schweizerischen Idiotikon war, fungierte auch als Leiter des Phonogrammarchivs der Universität Zürich. Sie wurde 1966 von Guggenheim-Grünberg 1966 auf Schallplatten und schliesslich 2006 vom Phonogrammarchiv auf CD herausgegeben.
Anlässlich der Erhebungen für den Sprachatlas der deutschen Schweiz befragte der Explorator Konrad Lobeck 1946 in Lengnau ein Frau. Die Gewährsperson erwies sich allerdings als unsicher und wechselte ständig ins Schweizerdeutsche hinüber. Lobecks Daten werden im Kommentarteil des Sprachatlasses unter «AG 18J» notiert.
Am bedeutendsten sind die Aufnahmen auf Tonband, die Florence Guggenheim-Grünberg anfertigte. Sie selbst war zwar in Bern aufgewachsen und stammte aus einer Familie, die aus der preussischen Provinz Posen in die Schweiz kam, aber ihr Mann Henri Guggenheim war ein Endinger Bürger – der freilich auch schon in Zürich aufgewachsen war. Von 1950 bis 1963 und noch einmal in den frühen 1980er-Jahren machte sie zahlreiche Aufnahmen, wobei ihr Mann teilweise die Verbindungen zu den Gewährspersonen herstellte. 1950 wurde die erste Schallplatte publiziert, und 1966 – unterstützt vom Phonogrammarchiv – kamen zwei weitere heraus, zusammen mit einem Begleitheft. 1973 veröffentlichte sie ihr Jiddisch auf alemannischem Sprachgebiet. Daneben schrieb sie eine Reihe weiterer Publikationen zum Surbtaler Jiddisch, darunter ein Wörterbüchlein. 2000 wurden die Aufnahmen von 1966 auf CD überspielt. Diejenigen Aufnahmen Guggenheim-Grünbergs, die bislang nicht publiziert worden waren, gab 2005 Jürg Fleischer zusammen mit einem Kommentar heraus.
1950 und 1960 besuchte Uriel Weinreich, der an der Columbia University in New York wirkte, die Schweiz. Neben Untersuchungen im Zusammenhang mit der Kontaktlinguistik plante er auch einen umfassenden jiddischen Sprachatlas, wofür er einige Aufnahmen in Zürich und Lengnau machte.
1995 gaben Michy Bollag und Karl Weibel – Ersterer ein Endinger Jude, Letzterer ein Endinger Christ – ein Wörterbuch des Endinger Jiddisch heraus. Es fokussiert auf den hebräisch-aramäischen Wortschatz, der mittels Beispielsätzen erläutert wird, und enthält auch einige Fliesstexte im Surbtaler Jiddisch. Da es die Sprache aus der Erinnerung dokumentiert und überdies gewisse ostjiddische Lautungen und Formen enthält, ist bei der Auswertung eine gewisse Vorsicht angebracht.